# Radkovka
Radkovka - Радьковка (rus) - és un poble de l'óblast de Bélgorod, a Rússia. El 2010 tenia 1.024 habitants. Pertany al districte (raion) de Prókhorovka.